# Copa Libertadores da América de Futebol Feminino de 2015
A Copa Libertadores de Futebol Feminino de 2015 foi a sétima edição da competição organizada pela Confederação Sul-Americana de Futebol (CONMEBOL). Foi a primeira edição da Libertadores Feminina a ser disputada fora do Brasil, sendo realizada nas cidades de Medellín, Envigado e Girardota na Colômbia.

## Equipes classificadas
O formato da competição foi mantido em relação aos anos anteriores, sendo disputada por doze equipes: o detentor do título, o clube campeão de cada uma das dez associações da CONMEBOL, e uma equipe adicional do país sede. 
| Associação | Equipe                 | Classificado por                                    |
| ---------- | ---------------------- | --------------------------------------------------- |
| CONMEBOL   | São José-SP            | Campeã da Libertadores Feminina de 2014             |
| CONMEBOL   | Formas Íntimas         | Campeã do Campeonato Colombiano de 2015             |
| Argentina  | UAI Urquiza            | Campeã do Campeonato Argentino de 2014-15           |
| Bolívia    | San Martín de Porres   | Campeã do Campeonato Boliviano de 2015              |
| Brasil     | Ferroviária            | Campeã do Campeonato Brasileiro de 2014             |
| Chile      | Colo-Colo              | Campeã do Campeonato Chileno de 2014                |
| Colômbia   | Real Pasión            | Vice-campeã do Campeonato Colombiano de 2015        |
| Equador    | Espuce                 | Campeã da 1ª fase do Campeonato Equatoriano de 2015 |
| Paraguai   | Cerro Porteño          | Campeã do Campeonato Paraguaio de 2014              |
| Peru       | Universitario          | Campeã do Campeonato Peruano de 2015                |
| Uruguai    | Colón                  | Campeã do Campeonato Uruguaio de 2014               |
| Venezuela  | Estudiantes de Guárico | Campeã do Campeonato Venezuelano de 2015            |

## Sedes
| Medellín                  | Medellín               | Envigado                  | Girardota         |
| ------------------------- | ---------------------- | ------------------------- | ----------------- |
| Estádio Atanasio Girardot | Estádio Cincuentenario | Estádio Polideportivo Sur | Estádio Municipal |
| Capacidade: 45 087        | Capacidade: 2 500      | Capacidade: 12 000        | Capacidade: 4 000 |

## Árbitras
A Comissão de Árbitros da CONMEBOL selecionou onze árbitras e onze assistentes para o torneio.
| Árbitros                  | Assistentes           |
| ------------------------- | --------------------- |
| ARG María Laura Fortunato | ARG Daiana Milone     |
| BOL Janette Vera          | BOL Claudia Mollinedo |
| BRA Ana Marques           | BRA Janette Arcanjo   |
| CHI Paola Barria          | CHI Marcia Castillo   |
| COL Yeimi Martinez        | COL Luz Amalia Ruiz   |

| Árbitros              | Assistentes           |
| --------------------- | --------------------- |
| ECU Johana Haro       | ECU Dayana Paredes    |
| PAR Zulma Quiñonez    | PAR Nilda Gamarra     |
| PER Melany Bermejo    | PER Carmen Retuerto   |
| URU Claudia Umpierrez | URU Luciana Mascaraña |
| VEN Eyerlitz Escalona | VEN Yoleida Lara      |

## Sorteio
O sorteio foi realizado no dia 16 de outubro no Hyatt Hotel em Santiago, no Chile. Os times foram divididos em quatro potes com três times cada, sendo que os times do mesmo pote não poderiam cair no mesmo grupo.
| Pote 1                                 | Pote 2                            | Pote 3                             | Pote 4                                            |
| -------------------------------------- | --------------------------------- | ---------------------------------- | ------------------------------------------------- |
| UAI Urquiza São José-SP Formas Íntimas | Ferroviária Colo-Colo Real Pasión | Espuce Cerro Porteño Universitario | San Martín de Porres Colón Estudiantes de Guárico |

## Primeira fase
O sorteio de grupos foi realizado em 20 de outubro de 2015.
As equipes foram classificadas de acordo com os pontos (3 pontos por vitória, 1 ponto por empate, 0 pontos por derrota). Em caso de empate em pontos, os critérios de desempate serão aplicados na seguinte ordem:
- Saldo de gols em todos os jogos;
- Gols marcados em todos os jogos;
- Resultado das equipes direto;
- Sorteio.

|  | Equipes classificadas para a fase final |
|  | Melhor segundo colocado                 |
|  | Equipes eliminadas                      |

### Grupo A
| Equipe                 | Pts | J | V | E | D | GP | GC | SG  |
| ---------------------- | --- | - | - | - | - | -- | -- | --- |
| São José-SP            | 7   | 3 | 2 | 1 | 0 | 12 | 1  | +11 |
| Estudiantes de Guárico | 4   | 3 | 1 | 1 | 1 | 5  | 5  | 0   |
| Cerro Porteño          | 4   | 3 | 1 | 1 | 1 | 3  | 7  | –4  |
| Real Pasión            | 1   | 3 | 0 | 1 | 2 | 1  | 8  | –7  |

|                        | SJO | REP | CER | EST |
| ---------------------- | --- | --- | --- | --- |
| São José               | —   | 6–0 | 5–0 | 1–1 |
| Real Pasión            | 0–6 | —   | 0–0 | 1–2 |
| Cerro Porteño          | 0–5 | 0–0 | —   | 3–2 |
| Estudiantes de Guárico | 1–1 | 2–1 | 2–3 | —   |

### Grupo B
| Equipe      | Pts | J | V | E | D | GP | GC | SG |
| ----------- | --- | - | - | - | - | -- | -- | -- |
| Ferroviária | 7   | 3 | 2 | 1 | 0 | 9  | 0  | +9 |
| UAI Urquiza | 7   | 3 | 2 | 1 | 0 | 6  | 4  | +2 |
| Colón       | 3   | 3 | 1 | 0 | 2 | 6  | 9  | –3 |
| Espuce      | 0   | 3 | 0 | 0 | 3 | 2  | 10 | –8 |

|             | URQ | FER | ESP | COL |
| ----------- | --- | --- | --- | --- |
| UAI Urquiza | —   | 0–0 | 2–1 | 4–3 |
| Ferroviária | 0–0 | —   | 5–0 | 4–0 |
| Espuce      | 1–2 | 0–5 | —   | 1–3 |
| Colón       | 3–4 | 0–4 | 3–1 | —   |

### Grupo C
| Equipe               | Pts | J | V | E | D | GP | GC | SG  |
| -------------------- | --- | - | - | - | - | -- | -- | --- |
| Colo-Colo            | 9   | 3 | 3 | 0 | 0 | 11 | 1  | +10 |
| Formas Íntimas       | 6   | 3 | 2 | 0 | 1 | 20 | 3  | +17 |
| San Martín de Porres | 3   | 3 | 1 | 0 | 2 | 8  | 16 | –8  |
| Universitario        | 0   | 3 | 0 | 0 | 3 | 2  | 21 | –19 |

|                      | FOR  | COL | UNI  | SMA |
| -------------------- | ---- | --- | ---- | --- |
| Formas Íntimas       | —    | 0–2 | 11–0 | 9–1 |
| Colo-Colo            | 2–0  | —   | 4–0  | 5–1 |
| Universitario        | 0–11 | 0–4 | —    | 2–6 |
| San Martín de Porres | 1–9  | 1–5 | 6–2  | —   |

### Melhor segundo colocado
A equipe com melhor índice técnico entre as equipes segundo colocadas de todos os grupos avançou para as semifinais.
| Equipe                 | Pts | J | V | E | D | GP | GC | SG  | Grupo |
| ---------------------- | --- | - | - | - | - | -- | -- | --- | ----- |
| UAI Urquiza            | 7   | 3 | 2 | 1 | 0 | 6  | 4  | +2  | B     |
| Formas Íntimas         | 6   | 3 | 2 | 0 | 1 | 20 | 3  | +17 | C     |
| Estudiantes de Guárico | 4   | 3 | 1 | 1 | 1 | 5  | 5  | 0   | A     |

## Fase final
A fase final teve a seguinte composição:
|  | Semifinais            | Semifinais            |   |                      | Final                 | Final |  |
|  |                       |                       |   |                      |                       |       |  |
|  | 5 de novembro - 10:00 |                       |   |                      |                       |       |  |
|  | São José-SP           | 0                     |   |                      |                       |       |  |
|  | Ferroviária           | 1                     |   |                      |                       |       |  |
|  |                       |                       |   |                      |                       |       |  |
|  |                       |                       |   |                      | 8 de novembro - 12:00 |       |  |
|  |                       |                       |   |                      | Ferroviária           | 3     |  |
|  |                       | Colo-Colo             | 1 |                      |                       |       |  |
|  |                       |                       |   |                      |                       |       |  |
|  |                       |                       |   |                      |                       |       |  |
|  |                       |                       |   |                      | Terceiro lugar        |       |  |
|  | 5 de novembro - 13:00 | 5 de novembro - 13:00 |   | 8 de novembro - 9:00 | 8 de novembro - 9:00  |       |  |
|  | Colo-Colo             | 2                     |   | São José-SP          | 1 (5)                 |       |  |
|  | UAI Urquiza           | 0                     |   |                      | UAI Urquiza (pen)     | 1 (6) |  |

### Semifinais
| 5 de novembro | São José-SP | 0 – 1     | Ferroviária           | Estádio Polideportivo Sur, Envigado |
| 10:00         |             | Relatório | 2' Adriane dos Santos | Árbitro: VEN Eyerlitz Escalona      |

| 5 de novembro | Colo-Colo                            | 2 – 0     | UAI Urquiza | Estádio Polideportivo Sur, Envigado |
| 13:00         | Camila Sáez 41' · Francisca Lara 79' | Relatório |             | Árbitro: URU Claudia Umpierrez      |

### Terceiro Lugar
| 8 de novembro | São José-SP        | 1 – 1     | UAI Urquiza              | Estádio Atanasio Girardot, Medellín |
| 9:00          | Rita de Cassia 89' | Relatório | 90' Florencia Bonsegundo | Árbitro: PAR Zulma Quiñónez         |

|  |       | Penalidades |
|  | 5 – 6 |             |

### Final
| 8 de novembro | Ferroviária                              | 3 – 1     | Colo-Colo                     | Estádio Atanasio Girardot, Medellín |
| 12:00         | Tábatha 18' 25' · Ana Maria Barrinha 43' | Relatório | 45+3' (pen) Gloria Villamayor | Árbitro: ARG María Laura Fortunato  |

| G                     | 18 | Amanda          |       |     |
| LD                    | 2  | Daiane (c)      |       |     |
| Z                     | 3  | Mimi            | 45+1' |     |
| Z                     | 4  | Juliana Santos  |       |     |
| LE                    | 6  | Barrinha        |       |     |
| M                     | 7  | Nicoly          |       |     |
| M                     | 5  | Julia Bianchi   |       | 83' |
| M                     | 8  | Patrícia Llanos |       | 80' |
| M                     | 10 | Rafa Mineira    | 51'   |     |
| A                     | 9  | Nenê            |       |     |
| A                     | 11 | Tábatha         |       | 72' |
| Substitutes:          |    |                 |       |     |
| G                     | 1  | Bruna           |       |     |
| G                     | 12 | Thaís Helena    |       |     |
| Z                     | 13 | Kemely          |       |     |
| Z                     | 14 | Luana Sartório  | 90+3' | 83' |
| Z                     | 15 | Isabela Queiroz |       |     |
| M                     | 16 | Thaíni          |       |     |
| A                     | 17 | Cacau           |       | 80' |
| A                     | 20 | Nuty            |       | 72' |
| Manager:              |    |                 |       |     |
| Leonardo André Mendes |    |                 |       |     |

| G              | 1  | Christiane Endler (c) |     |
| LD             | 2  | Rocío Soto            |     |
| Z              | 18 | Camila Sáez           |     |
| Z              | 3  | Carla Guerrero        |     |
| LE             | 11 | Geraldine Leyton      | 61' |
| M              | 7  | Yanara Aedo           |     |
| M              | 6  | Claudia Soto          |     |
| M              | 4  | Francisca Lara        |     |
| A              | 5  | Melisa Rodríguez      | 59' |
| A              | 9  | Francisca Moroso      | 71' |
| A              | 17 | Gloria Villamayor     |     |
| Substitutes:   |    |                       |     |
| G              | 12 | Romina Parraguirre    |     |
| Z              | 13 | Tyare Ríos            |     |
| Z              | 14 | Victoria Osorio       |     |
| Z              | 20 | Yesenia Arenas        |     |
| M              | 8  | Yusmery Ascanio       | 61' |
| M              | 16 | Ana Gutiérrez         |     |
| A              | 15 | Paulina Lara          | 71' |
| A              | 19 | Yessenia Huenteo      | 59' |
| Manager:       |    |                       |     |
| Eduardo Míguez |    |                       |     |

## Premiação
| Copa Libertadores da América Feminina de 2015 |
| Brasil                                        |
| --------------------------------------------- |
| FERROVIÁRIA Campeão (1º título)               |

## Artilharia
Lista de artilheiras: 
| 8 gols (1) - COL Catalina Usme (Formas Íntimas) 6 gols (2) - BRA Rita de Cassia (São José) - PAR Gloria Villamayor (Colo-Colo) 5 gols (2) - BRA Adriane dos Santos (Ferroviária) - COL Yisela Cuesta (Formas Íntimas) 4 gols (2) - BOL Yanina López (San Martín de Porres) - ARG Paula Ugarte (UAI Urquiza) 3 gols (6) - CHI Camila Sáez (Colo-Colo) - URU Lourdes Viana (Colón) - BRA Tábatha (Ferroviária) - COL Jennifer Peñaloza (Formas Íntimas) - BOL Olga Sandoval (San Martín de Porres) - BRA Chu Santos (São José) | 2 gols (6) - CHI Claudia Soto (Colo-Colo) - CHI Carla Guerrero (Colo-Colo) - CHI Francisca Lara (Colo-Colo) - URU Cecilia Domeniguini (Colón) - BRA Ana Maria Barrinha (Ferroviária) - ARG Florencia Bonsegundo (UAI Urquiza) 1 gol (28) - PAR Amara Safuan (Cerro Porteño) - PAR Yennifer Álvarez (Cerro Porteño) - PAR Ana Fleitas (Cerro Porteño) - CHI Yanara Aedo (Colo-Colo) - URU Estefany Suárez (Colón) - ECU Karina Pullas (Espuce) - ECU Doménica Rodríguez (Espuce) - VEN Ysaura Viso (Estudiantes de Guárico) - VEN Maikerlin Astudillo (Estudiantes de Guárico) - VEN Anabel Guzmán (Estudiantes de Guárico) | 1 gol (continuação) - VEN Paola Villamizar (Estudiantes de Guárico) - VEN Milagros Mendoza (Estudiantes de Guárico) - BRA Juliana Santos (Ferroviária) - BRA Daiane Rodrigues (Ferroviária) - BRA Rafaela Silva (Ferroviária) - COL Oriánica Velásquez (Formas Íntimas) - COL Tatiana Castañeda (Formas Íntimas) - COL Geraldine Cardona (Formas Íntimas) - COL Manuela Castaño (Formas Íntimas) - COL Karent Balcazar (Real Pasión) - BOL Patricia Cárdenas (San Martín de Porres) - BRA Renata Fernandes (São José) - BRA Michele Gomes (São José) - BRA Ludmila da Silva (São José) - BRA Valdirene Lopes (São José) - ARG Victoria Bedine (UAI Urquiza) - PER Emily Flores (Universitario) - PER Rocío Fernández (Universitario) |